# 羅納多·羅傑里奧·德弗雷塔斯·穆朗
羅納多·羅傑里奧·德弗雷塔斯·穆朗（葡萄牙語：Ronaldo Rogério de Freitas Mourão，1835年5月25日—2014年7月25日）是一名巴西天文學家，也是天文學及相關科學博物館（MAST）的創辦人，同時也是巴西歷史與地理研究所（IGHB）的研究員和名譽合夥人。他於里約熱內盧出生及逝世。

## 外部連結
- Official site
- MAST